# West Aberdeenshire and Kincardine (circonscription du Parlement britannique)
Pour l’article homonyme, voir West Aberdeenshire and Kincardine (circonscription du Parlement écossais).
Circonscription parlementaire de la Chambre des communes
West Aberdeenshire and Kincardine est une circonscription électorale britannique située en Écosse.

## Liste des députés
| Élection | Élection | MP                     | Parti               |
| -------- | -------- | ---------------------- | ------------------- |
|          | 1997     | Sir Robert Smith       | Libéraux-démocrates |
|          | 2015     | Stuart Blair Donaldson | SNP                 |
|          | 2017     | Andrew Bowie           | Parti conservateur  |